# Jan van Heukelum
Jan Johannes van Heukelum (Grijpskerk, 2 januari 1943 – Tynaarlo, 30 december 2024) was een politicus, die in de Eerste Kamer twaalf jaar namens de VVD het woord voerde over onderwerpen op het gebied binnenlandse zaken, zoals herindelingen, grondwetsherzieningen en de burgemeestersbenoeming. Daarnaast hield hij zich bezig met wetgeving op het raakvlak van landbouw en natuur en met Koninkrijksrelaties.
Van Heukelum volgde van 1955 tot 1959 de mulo, en van 1963 tot 1969 het gymnasium. Aan de sociale academie te Hengelo volgde hij een opleiding personeelswerk van 1970 tot 1974, en aan de Technische Hogeschool Twente sociaal beleid van 1981 tot 1983.
Van Heukelum was, voor hij senator werd in Groningen en Drenthe, werkzaam als hoofd personeel en organisatie van een industrieel bedrijf, en na zijn opleiding aan de TH Twente als hoofd van een zorginstelling en als directeur van een thuiszorgorganisatie. Daarna was hij, vanaf 1996, zelfstandig organisatieadviseur. In 1995 werd van Heukelum in de Eerste Kamer gekozen, waar hij nog tweemaal zou worden herkozen - de laatste keer (in 2003) op basis van voorkeurstemmen.
Van Heukelum overleed eind december 2024 op 81-jarige leeftijd.
- Parlement.com: vg09llq359zn